# Plougonven
Plougonven is een gemeente in het Franse departement Finistère (regio Bretagne). De plaats maakt deel uit van het arrondissement Morlaix. Plougonven telde op 1 januari 2022 3.398 inwoners.

## Geografie
De oppervlakte van Plougonven bedroeg op 1 januari 2022 69,32 vierkante kilometer; de bevolkingsdichtheid was toen 49 inwoners per km².

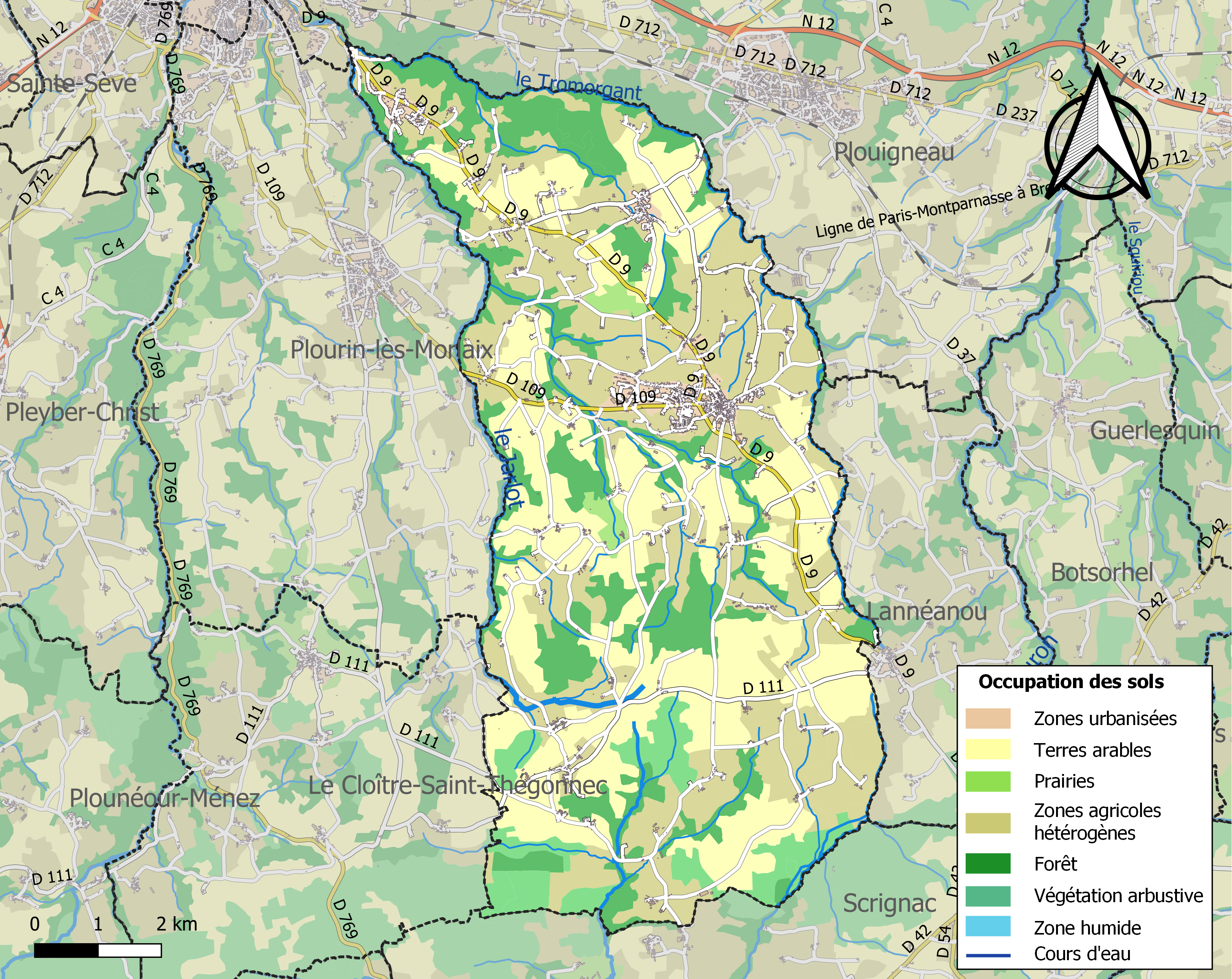
Kaart van de gemeente met belangrijkste infrastructuur, bodemgebruik en omliggende gemeenten

## Demografie
Onderstaande figuur toont het verloop van het inwonertal (bron: INSEE-tellingen).